# 南万镇
南万镇，是中华人民共和国广东省汕尾市陆河县下辖的一个乡镇级行政单位。

## 行政区划
南万镇下辖以下地区：
万西村、万东村、万中村、万全村、黄福村、杞洋村、深度村、长坑村、梅角村、长营村、罗庚坝村、长田村、南告村和桂培村。